# منشية فاضل
قرية منشية فاضل هي إحدى القرى التابعة لمركز العياط في محافظة الجيزة في جمهورية مصر العربية. حسب إحصاءات سنة 2006، بلغ إجمالي السكان في منشية فاضل 5230 نسمة، منهم 2951 رجل و2279 امرأة.